# سیمونه فاوتاریو
سیمونه فاوتاریو (انگلیسی: Simone Fautario؛ زادهٔ ۱۲ فوریهٔ ۱۹۸۷) بازیکن فوتبال اهل ایتالیا است.
از باشگاه‌هایی که در آن بازی کرده‌است می‌توان به باشگاه فوتبال اینتر میلان، باشگاه فوتبال فروزینونه، باشگاه فوتبال پیستویزه، باشگاه فوتبال پیزا، و باشگاه فوتبال کومو اشاره کرد.